# أنخيل فورنير
أنخيل فورنير هو مجدف كوبي، ولد في 31 ديسمبر 1987 في غونتانامو في كوبا.

## وصلات خارجية
- أنخيل فورنير على موقع الاتحاد الدولي للتجديف (الإنجليزية)
- أنخيل فورنير على موقع اللجنة الأولمبية الدولية (الإنجليزية)
- أنخيل فورنير على موقع أوليمبيديا (الإنجليزية)